# Morant Bay
Morant Bay ist eine Stadt an der Südost-Küste Jamaikas. Sie befindet sich an der Mündung des gleichnamigen Flusses. Sie liegt im County Surrey und ist die Hauptstadt des Parish Saint Thomas. Im Jahre 2010 hatte Morant Bay 11.121 Einwohner.

## Geschichte
Morant Bay zählt zu den geschichtsträchtigsten Orten auf Jamaika. 1674 landete der französische Admiral Du Casse in Morant Bay. Einen Monat lang verwüstete er die Stadt, tötete viele Einwohner und nahm die Sklaven gefangen. Später siedelten sich flüchtige Sklaven in die umliegenden Berge an. Sie wurden Maroons genannt und schlossen sich mit vergleichbaren Gruppen in Portland zu den Windward Maroons zusammen.
Nach dem Ende der Sklaverei 1834 kam es 1865 zum Morant-Bay-Aufstand. Dieser von Paul Bogle angeführte Bauernaufstand markierte einen Wendepunkt in der Geschichte der Insel. Die Rebellion wurde brutal unterdrückt. Sie hatte aber zur Folge, dass die Verfassung der Insel geändert wurde und war Grund einer kontroversen politischen Debatte in Großbritannien. Ehemaligen Sklaven fühlten sich bei der Landverteilung benachteiligt. Eine Gruppe kleiner Bauern unter der Führung von Paul Bogle zogen nach Spanish Town um Gouverneur Edward John Eyre auf ihre Probleme aufmerksam zu machen. Sie wurden jedoch nicht eingelassen. Am 11. Oktober zogen Bogle und 200 – 300 seiner Anhänger mit Stöcken bewaffnet zum Gerichtsgebäude von Morant Bay, wo sie eine Versammlung abhielten. Ein schnell ausgerufenes Versammlungsverbot wurde ignoriert. Einige Demonstranten begannen Steine auf Wachen zu werfen. Diese schossen zurück und töteten sieben Personen und zerstreuten so die Gruppe.
Die Gruppe kehrte jedoch zurück, brannte das Gerichtsgebäude nieder und tötete die Menschen die daraus flohen. Am nächsten Tag hatten sich bereits über 2000 Menschen der Revolte angeschlossen. Gouverneur Edward Eyre entsandte Truppen in die Region, die den Aufstand niederschlugen. 439 Menschen wurden getötet, 354, darunter Bogle, verhaftet. Die meisten Gefangenen wurden später hingerichtet, über 1000 Häuser wurden zerstört. Edward Eyre wurde daraufhin als Gouverneur abgelöst und nach England zurückbeordert. Seine Vorgehensweise bei diesem Vorfall löste in England eine heftige Diskussion unter Englands bekannten Intellektuellen aus. Während sich Leute wie Thomas Carlyle und Charles Dickens auf die Seite von Eyre stellten, sprachen sich Anderer um John Stuart Mill und Charles Darwin für eine Anklage wegen Mordes aus. Eyre wurde jedoch von der Britischen Justiz für kein Verbrechen verurteilt.
Zum Jahrestag finden jedes Jahr Veranstaltungen in Morant Bay und im benachbarten Bergdorf Stony Gut statt.
Ein schwerer Schlag für Morant Bay war die Schließung des Golden Grove Sugar Estate, einer Zuckerrohrplantage und Zuckerfabrik im Nachbarort Duckenfield, im Juli 2019.

## Historische Bauwerke
Das Gerichtsgebäude von Morant Bay mit dem Namen Morant Bay Court House, aus dem 18. Jahrhundert war ein wichtiger Ort des Geschehens während der Morant-Bay-Rebellion. Das Gebäude wurde während eines Brandes 2007 zerstört.
Unweit des Gerichtes steht ein steinernes Fort aus dem Jahr 1758.

## Söhne und Töchter der Stadt
- Reginald Michelin (1903–1998), Polizeibeamter
- Juliet Cuthbert (* 1964), Sprinterin
- Kadene Vassell (* 1989), niederländische Sprinterin
- Shanieka Ricketts (* 1992), Dreispringerin
- Andrenette Knight (* 1996), Hürdenläuferin

## Städtepartnerschaften
- Hartford, Connecticut, Vereinigte Staaten
- Uxbridge, Ontario, Kanada